# Elecciones provinciales de Buenos Aires de 1940
Las elecciones generales de la provincia de Buenos Aires de 1940 tuvieron lugar el 25 de febrero del mencionado año con el objetivo de elegir al Gobernador y al Vicegobernador para el período 1940-1944. Se realizaron en el último período de la llamada Década Infame, donde el gobierno conservador se mantuvo en el poder mediante comicios fraudulentos. Sin embargo, se llevaron a cabo también en el marco de la restauración de la pureza electoral por parte del presidente Roberto Marcelino Ortiz, que prometió al principal partido opositor, la Unión Cívica Radical (UCR), y al Partido Socialista (PS), comicios libres y justos. Dada la anulación de los comicios en pleno escrutinio, se conoce solo el resultado de parte de las mesas, con solo 225.540 de los 590.284 votos emitidos.
Aunque tanto la campaña como la jornada electoral fueron aceptadas como pacíficas y relativamente justas, el radicalismo denunció que el escrutinio se estaba llevando a cabo de manera fraudulenta, y que ahí se cometería finalmente la alteración del resultado. Efectivamente, iniciando con una tendencia notablemente favorable al candidato del radicalismo, Obdulio Siri, por más de 20.000 votos estando escrutadas poco menos de la mitad de las mesas, a partir del 29 de febrero la tendencia experimentó un viraje repentino e irregular a favor del candidato del oficialista Partido Demócrata de Buenos Aires (PD), Alberto Barceló. Cuando se anunciaron casi los últimos resultados preliminares, el 6 de marzo los demócratas ganaban por tan solo 3.776 votos, luego de haber perdido durante la mayor parte del conteo. Faltando todavía parte del escrutinio, el presidente Ortiz aceptó las denuncias de fraude del radicalismo y el socialismo y decretó la intervención federal de Buenos Aires, siendo depuesto el gobernador saliente Manuel Fresco y anulados los comicios.
A pesar de este éxito por parte de la UCR y el PS, al lograr que la provincia fuese intervenida, la situación volvió a invertirse a favor de los demócratas luego de que Ortiz solicitara licencia por enfermedad el 3 de julio de ese mismo año. Ramón S. Castillo, vicepresidente de turno y favorable a los conservadores, reinstaló las prácticas fraudulentas.

## Resultados
|  | 47,71 % |

|  | 46,03 % |

|  | 2,69 % |

|  | 36,85 % |

|  | 1,36 % |

|  | 74,67 % |

|  | 100 % |